# Laubiericoncha suavis
Laubiericoncha suavis is een tweekleppigensoort uit de familie van de Vesicomyidae. De wetenschappelijke naam van de soort is voor het eerst geldig gepubliceerd in 1913 door Dall.